# Igreja Matriz de Aldeia de Santa Margarida

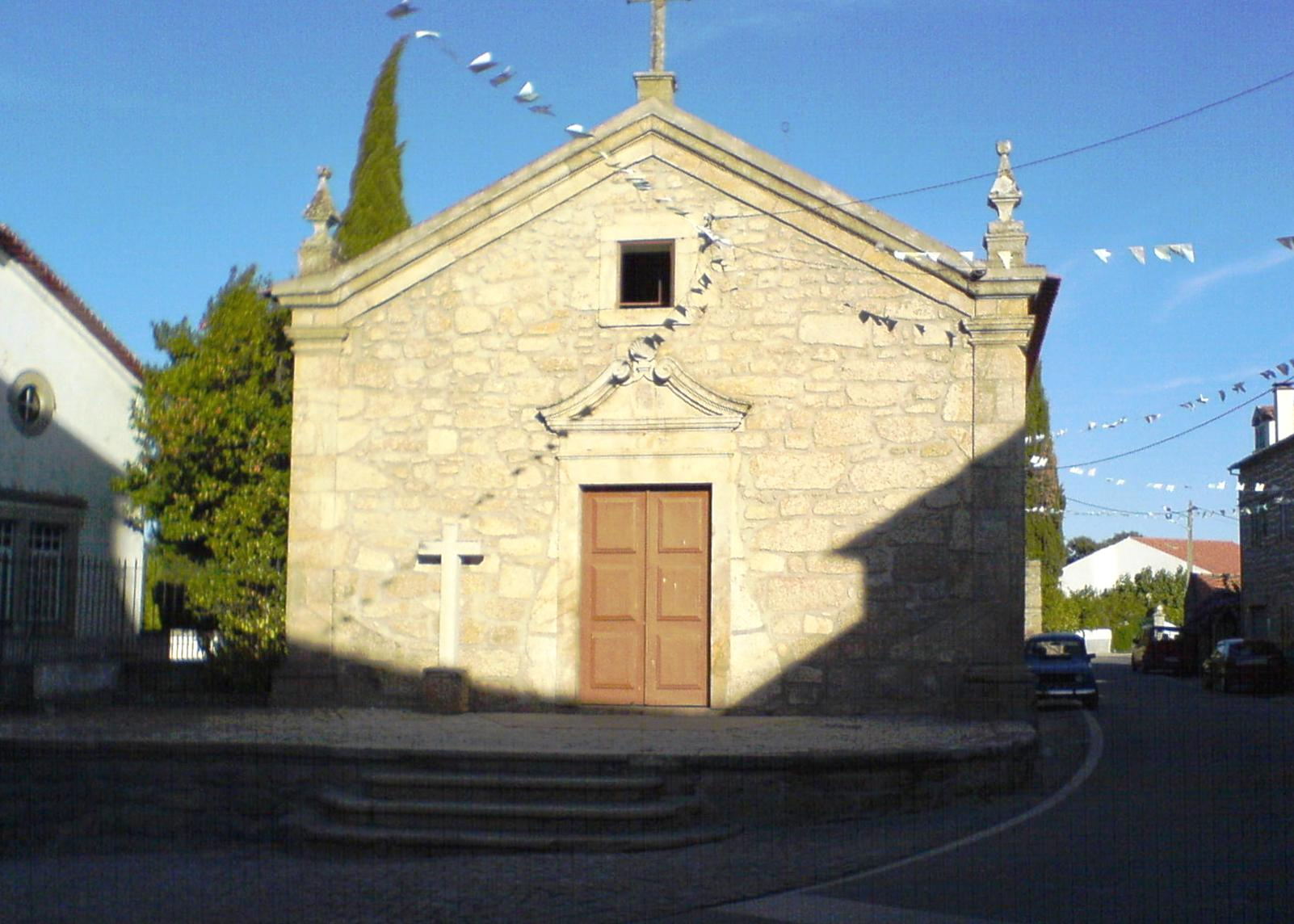
Igreja Matriz de Aldeia de Santa Margarida

Erigida em 1708, a Igreja Matriz de Aldeia de Santa Margarida, tem como planta a mais habitual nas igrejas portuguesas, em forma de cruz. É composta por quatro altares laterais, retábulo da capela, sacristia, púlpito lateral e o chamado "coro", piso superior que, antigamente, era destinado em exclusivo às mulheres e que, na actualidade, é sobretudo usado pelos homens, enquanto as  mulheres ficam no piso térreo, na nave principal.
Numa das fachadas laterais existe ainda uma passagem, actualmente encerrada, para a Casa Sarafana. Esta entrada permitia aos senhores desta abastada família entrar na igreja a partir do jardim da sua própria casa.
Os quatro altares existentes são destinados a homenagear Santa Margarida - a padroeira desta freguesia -, Nossa Senhora de Fátima, São Sebastião e à Paixão de Nosso Senhor Jesus Cristo.
A completar a Igreja Matriz da freguesia existe ainda um campanário lateral, com dois sinos. Este campanário foi utilizado na criação do brasão da freguesia.
Durante todo o ano de 2008, a Igreja Matriz de Aldeia de Santa Margarida celebrou o Jubileu dos 300 anos da sua construção. Realizaram-se várias actividades ao longo do ano e as comemorações foram encerradas a 27 de Dezembro com a celebração de uma missa presidida pelo Bispo de Portalegre e Castelo Branco, D. Antonino Eugénio Fernandes Dias, e concelebrada pelos demais sacerdotes do concelho de Idanha-a-Nova e pelos párocos ainda vivos que paroquiaram a freguesia.